# Diretmichthys parini
Diretmichthys parini is een straalvinnige vissensoort uit de familie van zilverkopvissen (Diretmidae). De wetenschappelijke naam van de soort is voor het eerst geldig gepubliceerd in 1981 door Post & Quéro.